# Nucleo paraventricolare
Il nucleo paraventricolare (PVN) è un nucleo neuronale localizzato nell'ipotalamo. Esso contiene diverse sottopopolazioni di neuroni, i quali sono attivati da una varietà di stimoli stressanti e/o cambiamenti fisiologici. Molti neuroni del nucleo paraventricolare proiettano direttamente alla ghiandola pituitaria posteriore, dove rilasciano ossitocina o vasopressina nella circolazione ematica generale. Altri neuroni di questo nucleo controllano varie funzioni dell'ipofisi anteriore, mentre altri ancora regolano direttamente l'appetito, il sonno e altre funzioni autonome nel tronco cerebrale e nel midollo spinale.

## Anatomia
Il nucleo paraventricolare si trova adiacente al terzo ventricolo cerebrale, e per questo motivo prende il nome di para (che sta a significare vicinanza) ventricolare.
Questa formazione giace all'interno della zona periventricolare e non deve essere confusa con un altro nucleo, il nucleo periventricolare, che invece occupa una posizione più mediale, subito al di sotto del terzo ventricolo.
Il nucleo paraventricolare è altamente vascolarizzato ed è protetto dalla barriera emato-encefalica, anche se le proiezioni dei suoi neuroni neuroendocrini si spingono fino a siti localizzati nell'eminenza mediana e nella ghiandolo pituitaria posteriore, ovvero oltre la barriera emato-encefalica.

## Tipi di neuroni
Il PVN contiene cellule neurosecretorie magnocellulari (neuroni magnocellulari) i cui assoni si estendono fino alla ghiandola pituitaria posteriore. Sono però presenti anche cellule neurosecretorie parvocellulari (neuroni parvocellulari) che proiettano all'eminenza mediana, e diverse popolazioni di cellule contenenti peptidi che proiettano a molte e diverse regioni del cervello, tra cui le cellule preautonomiche parvocellulari che proiettano al tronco encefalico e del midollo spinale.

### Neuroni neurosecretori magnocellulari
Le cellule neurosecretorie magnocellulari del nucleo paraventricolare elaborano e secernono due peptidi dotati di azione ormonale: l'ossitocina e la vasopressina.
Questi ormoni, una volta sintetizzati, sono stoccati all'interno di grandi vescicole, che vengono poi trasportate lungo gli assoni demielinizzati delle cellule e rilasciati dalle terminazioni nervose neurosecretrici a livello della ghiandola pituitaria posteriore. Neuroni magnocellulari con caratteristiche simili si trovano anche nei nuclei sopraottici.

### Neuroni neurosecretori parvocellulari
Gli assoni delle cellule neurosecretorie parvocellulari del nucleo PVN proiettano all'eminenza mediana, un organo localizzato alla base del cervello. A questo livello le terminazioni nervose neurosecretorie rilasciano i loro ormoni al plesso capillare primario del sistema portale ipofisario. I neuroni che rilasciano peptide natriuretico atriale (ANP) (neuroni ANPergici) hanno i loro corpi cellulari nel nucleo paraventricolare e i loro assoni proiettano all'eminenza mediana e al lobo neurale della ghiandola pituitaria.
L'eminenza mediana contiene terminazioni nervose provenienti da numerosi neuroni ipotalamici neuroendocrini, che secernono diverse neurotrasmettitori o neuropeptidi, tra cui la vasopressina, l'ormone di rilascio della corticotropina (CRH), l'ormone di rilascio della tireotropina (TRH), l'ormone di rilascio delle gonadotropine, l'ormone di rilascio della somatotropina (somatorelina o GHRH), la dopamina (DA) e la somatostatina (ormone inibitorio del fattore di rilascio dell'ormone della crescita, GIH) nei vasi sanguigni del sistema portale ipofisario.
I vasi sanguigni portano i peptidi alla ghiandola pituitaria anteriore, dove regolano la secrezione di ormoni nella circolazione sistemica.
Le cellule neurosecretrici parvocellulari comprendono quei neuroni che sintetizzano: 
- CRH (ormone rilasciante la corticotropina), che regola la secrezione di ACTH dalla ghiandola pituitaria anteriore.
- La vasopressina (o ormone antidiuretico, ADH), che oltre alle funzioni proprie a livello del dotto collettore renale, regola anche la secrezione di ACTH (vasopressina e CRH agiscono in sinergia per stimolare la secrezione di ACTH)
- Il TRH (ormone di rilascio della tireotropina), che regola la secrezione del TSH ovvero dell'ormone stimolante la tiroide e la secrezione della prolattina.

### Neuroni a proiezione centrale
Oltre a neuroni dotati di attività neuroendocrini, il PVN contiene interneuroni e popolazioni di neuroni che proiettano centralmente (cioè, in altre regioni del cervello). I neuroni a proiezione centrale includono:
- Cellule parvocellulari ossitociniche, che proiettano principalmente al tronco e midollo spinale e sono coinvolte, rispettivamente, nella modulazione dei riflessi gastrici e dell'erezione del pene;[2][3]
- Cellule parvocellulari vasopressiniche, che proiettano in diverse zone dell'ipotalamo e del sistema limbico, nonché al tronco cerebrale e al midollo spinale. Questi neuroni sono coinvolti nella regolazione della pressione arteriosa e della temperatura corporea.
- Cellule parvocellulare CRH, che si ritiene possano essere coinvolte in comportamenti legati allo stress.

## Afferenze al nucleo paraventricolare
Il PVN riceve stimoli afferenti provenienti da molte regioni del cervello.
Tra queste afferenze, sono degne di nota quelle provenienti da neuroni localizzati in strutture adiacenti alla parete anteriore del terzo ventricolo ("regione AV3V"). Gli assoni di questi neuroni trasportano informazioni sulla composizione elettrolitica del sangue e sulle concentrazioni ematiche di alcuni ormoni circolanti come l'angiotensina e la relaxina. Questi stimoli vanno a modulare l'attività dei neuroni magnocellulari.
Le afferenze provenienti dal tronco cerebrale (in particolare dal nucleo del tratto solitario) e dal midollo ventrolaterale portano informazioni inerenti al cuore e allo stomaco. Afferenze provenienti dall'ippocampo e dirette ai neuroni CRH comportano importanti regolazioni della risposta allo stress.
Le afferenze da neuroni contenenti neuropeptide Y nel nucleo arcuato che coordinano la regolazione metabolica (tramite la secrezione di TRH) con la regolazione del consumo di energia.
Le afferenze dal nucleo soprachiasmatico che portano informazioni sui livelli di illuminazione nell'ambiente (ritmi circadiani).
Le afferenze provenienti dai sensori delle concentrazioni cerebrali di glucosio che stimolano il rilascio di vasopressina e CRH (ormone rilasciante la corticotropina) da cellule neurosecretorie parvocellulari.